# Carniadactylus
Carniadactylus is een geslacht van uitgestorven pterosauriërs, behorend tot de groep van de Lonchognatha, dat tijdens het Laat-Trias leefde in het gebied van het huidige Italië. De enige benoemde soort is Carniadactylus rosenfeldi.

## Vondst en naamgeving
In 1995 benoemde de Italiaanse paleontoloog Fabio Marco Dalla Vecchia op basis van holotype MFSN 1797, een fossiel uit de Dolomia di Forni bij Udine, bestaande uit een gedeeltelijk skelet zonder staart maar met delen van de schedel en de onderkaken, een nieuwe soort binnen het geslacht Eudimorphodon: Eudimorphodon rosenfeldi. In 1994 had hij het al aangeduid als een Eudimorphodon sp. De soortaanduiding eerde de opgraver Corrado Rosenfeld, die de resten bij toeval in 1986 gevonden had. Op zoek naar de fossielen van conodonten in een stapel rotsen die van een rotswand in de vallei van de Forchiar waren afgebrokkeld, aan de voet van de Lovinzola, trof hij de plaat en tegenplaat van de pterosauriër aan. De tien meter dikke fossielhoudende laag stamt uit het Norien.
Al spoedig toonden kladistische analyses aan dat de soort daarin meestal niet als zustertaxon van typesoort E. ranzii uitviel, zodat het geslacht Eudimorphodon parafyletisch of polyfyletisch werd.
In 2009 benoemde Dalla Vecchia daarom een nieuw geslacht Carniadactylus. De geslachtsnaam verwijst naar Carnia, de oude Latijnse naam van de streek van de vindplaats, en verbindt deze met het Oudgriekse daktylos, 'vinger', een gebruikelijk element in de namen van pterosauriërs, vanwege hun vleugelvinger. Behalve het holotype is aan Carniadactylus rosenfeldi ook als paratype toegewezen: MPUM 6009, een bijna volledig skelet uit het vroege Norien van de westelijke Alpen, waarvan echter de voeten en het bekken ontbreken en dat slechts zichtbaar is als een afdruk in het rotssubstraat: de botten zelf zijn grotendeels verloren gegaan. In 2015 werd MPUM 6009 door Alexander Kellner benoemd als het aparte geslacht Bergamodactylus. Een analyse van Brian Andres uit 2014 vond dat de taxa juist wel zustersoorten waren en sprak daarom opnieuw van een E. rosenfeldi; of men een apart geslacht wil erkennen is een kwestie van persoonlijke keuze.

## Beschrijving
Carniadactylus is een vrij kleine vorm; hoewel het fossiel een volwassen exemplaar betreft, is de vleugelspanwijdte bij het holotype niet meer dan zo'n zeventig centimeter; Kellner schatte in 2015 de vlucht op zevenenzeventig centimeter. Van MPUM 6009 kan de groeifase niet goed worden vastgesteld; het is in lengte een derde kleiner; verschillen met het holotype werden door Dalla Vecchia verklaard als een gevolg van rijping. Carniadactylus verschilt van Eudimorphodon, waarop hij gelijkt door een langwerpige schedel, in vele details, zoals de vorm van het schoudergewricht, het pteroïde, het ravensbeksbeen en de algemene proporties van de vleugel en de achterpoten.
Het fossiel ligt in verband en toont de buikhelft van het dier. De rugkant en de voorkant van de kop ontbreken grotendeels. Afdrukken van de vlieghuid zijn bewaard gebleven bij de linkervleugel en de beide achterpoten. 
De onderkaak is achteraan vrij hoog. De tandenrij liep niet ver naar achteren door. De tanden zijn vijfpuntig zoals bij Eudimorphodon maar glad van oppervlak. Bij Carniadactylus ontbreken de pterygoïde tanden in het verhemelte, een zeer basaal kenmerk dat Eudimorphodon nog wel bezat.
Het ravenbeksbeen is kort, 23 millimeter, en breed. Het opperarmbeen is smal en verlengd, 40,5 millimeter lang; de deltopectorale kam erop is nauw en rechthoekig. De ellepijp is 5,5 centimeter lang. Het os pteroide is, 14,5 millimeter lang, staafvormig en hoekig gebogen. Het vierde middenhandsbeen is 21 millimeter lang. Van de vier kootjes van de vleugelvinger is het eerste het langste met 64 millimeter, dan volgt het derde (63,2 mm), het tweede (58,2 mm) en het vierde (51,5 mm).
Het dijbeen is 37 millimeter lang. Het scheenbeen is erg lang met 54,2 millimeter. Het kuitbeen is korter en bovenaan met het scheenbeen vergroeid. Het derde middenvoetsbeen is 21 millimeter lang. Het eerste kootje van de vijfde teen draagt een cilindrisch os sesamoides; dit is een uniek kenmerk. De formule van de teenkootjes is 2-3-4-5-2.

## Fylogenie
Volgens analyses van Alexander Kellner was Carniadactylus verwant aan Peteinosaurus binnen de Dimorphodontidae, zodat hij helemaal niets met Eudimorhopdon te maken zou hebben. David Unwin echter plaatste beiden in de Campylognathoididae. Dit wordt nu bevestigd door Dalla Vecchia wiens nieuwe analyse als uitkomst heeft dat Carniadactylus binnen de Campylognathoididae het zustertaxon is van een klade gevormd door Caviramus schesaplanensis en Raeticodactylus filisurensis.